# بيتر نيلسون (سياسي)
بيتر نيلسون (بالإنجليزية: Peter Neilson)‏ هو سياسي نيوزلندي، ولد في 1879، وتوفي في 1948. حزبياً، نشط في حزب العمال النيوزيلندي. وقد انتخب عضو مجلس النواب نيوزيلندا.